# Estendard imperial

Estendard de Carlos V, emperador del Sacro Imperi i hereu de diverses monarquies europees.

El terme estendard imperial fa referència a l'estendard emprat per indicar la presència de la persona d'un monarca amb el títol imperial. Encara que freqüents en el passat en l'actualitat només se'n conserva un, l' estendard imperial del Japó, que pertany a l'únic monarca regnant que continua ostentant el títol d'emperador.

## Europa

### Imperi romà

Vexillum romà.

Els signa militaria eren les insígnies o estendards (ensenyes) romans. L' Àliga romana ( aquila en llatí ) era un símbol que acompanyava a la legió romana. Estava feta de plata o bronze, amb ales esteses. La legió també utilitzava com a emblema les sigles SPQR "Senatvs Popvlvs Qve Romanvs", la traducció de les quals és « el Senat i el Poble Romà ».
En convertir-se l'emperador Constantí al cristianisme, va decidir usar com a ensenya la creu i el monograma de Crist, aquest estendard va ser denominat làbar.

### Imperi Romà d'Orient

Estendard de la dinastia Paleòleg.

L' àliga bicèfala, d'origen hitita, va ser símbol dels Paleòlegs, l'última dinastia regnant a l'Imperi Romà d'Orient, des del segle xiii al segle xv. L'àliga era representada amb les ales esteses, esplaiada en terminologia heràldica, de sabre (negre heràldic) o d'or (groc). Aquest emblema, que per extensió també ho va ser del conjunt de l'Imperi Romà d'Orient, al·ludia a la superioritat i d'integració, com a successors de l'Imperi de Roma, de les dues herències d'Orient i d'Occident. No obstant això, els Paleòleg també van emprar un altre símbol menys conegut, una creu amb quatre betes en or a les casernes camp de gules (vermell heràldic). Aquestes betes, amb forma de baules representen el lema d'aquesta dinastia " Βασιλεύς Βασιλέων, Βασιλεύων Βασιλευόντων ", transcrit Basileus " Basileon, Basileuon Basileuonton "). Aquest últim símbol figurava quarterat amb la creu de Sant Jordi a l'única ensenya romana d'Orient d'aquella època l'existència de la qual ha estat constatada, apareix documentada en un atles castellà de mitjans del segle xiv.

### Sacre Imperi Romanogermànic
| |
| |
| Estendards imperials del Sacre Imperi Romà , · * - segle xv. · * -1806. · (Sense blasons personals). |

Els estendards dels emperadors del Sacro Imperi (962-1806) recollien sobre un drap, els colors dels seus escuts d'armes. L'element més important dels mateixos va ser l'àliga, representada de sabre i esplayada (negra i amb les ales esteses) sobre fons d'or. L'adopció d'aquests elements va poder respondre a la idea de la "Restauratio imperi" que presentava al Sacre Imperi Romà i anteriorment, l'Imperi carolingi com a successors de l'antiga Roma, igual que va succeir a l'Imperi Romà d'Orient. L'àliga sobre fons d'or va aparèixer a l'estendard de l'emperador Federico I Barbarroja a començaments del segle xii, consolidant-se com a símbol imperial durant aquell segle. La figura de l'àliga, en posseir un caràcter heràldic i ser de naturalesa simbòlica, va aparèixer representada des de llavors de manera convencional, no natural, amb un disseny estilitzat. En un primer moment l'àliga comptava únicament amb un cap, va ser després de la coronació de Segismundo de Luxemburg com a emperador el 1433 quan, per influència romana d'Orient, l'àliga bicèfala va començar a figurar a l'heràldica dels emperadors i per tant als seus estendards. Durant el segle xv també es va començar a situar els blasons dinàstics de cada emperador sobre el pit de l'àliga.

### Imperi austríac

Estendard imperial austríac.

El 1806 el Sacre Imperi va ser abolit en la reorganització napoleònica d' Alemanya. Per mantenir el seu títol imperial, l'últim emperador Sacro-Romà Francisco II, va elevar a Àustria de la categoria d' arxiducat a la d'imperi i es va fer cridar des de llavors Francisco I d'Àustria. L'estendard de l'emperador austríac va continuar sent de color groc, amb les vores adornades amb un dentat, característic d'Àustria, amb els colors negre, groc, vermell i blanc. Sobre el pit de l'àliga apareixia situat el blasó de la Casa d'Habsburg-Lorena, amb les armes d'Habsburg, Àustria i Lorena, i que va ser conegut com a escut petit de l'Imperi Austríac. L'escut va aparèixer representat amb tots els seus adorns exteriors juntament amb els blasons d'alguns territoris integrats a l'Imperi, de mida petita. A finals del segle xix a l'estendard de l'emperador es van incorporar vuit corones imperials austríaques prop de les vores. L'emperadriu va utilitzar el mateix estendard amb el mateix escut (sense les seves armes personals) però amb quatre corones i els arxiducs sense cap. El 1915 es va substituir el color groc del fons pel porpra en els estendards usats per la Família Imperial. La tonalitat del color porpra emprat en estendard dels arxiducs va ser diferent, ataronjada, per poder diferenciar-ho de l'estendard imperial.

### Imperi alemany

Estendard del Kàiser alemany. (Versió usada entre 1888 i 1918)

Durant l'Imperi Alemany (1871-1918) el kàiser (Emperador) va utilitzar un estendard que va consistir en una ensenya quadrada, de color porpra (vermell a la pràctica) durant els primers mesos i posteriorment groc, el color que havia estat utilitzat pels emperadors del Sacre Imperi. A la part central de l'estendard figurava l'escut mitjà de l'emperador, timbrat amb la corona heràldica de l'Imperi Alemany i envoltat pel collaret de l' Ordre de l'Àliga Negra. Darrere de l'escut es trobava representada la Creu de Ferro, carregada amb la següent expressió " GOTT-MIT-UNS " (" Déu amb nosaltres ") i l'any 1870, data en què Prússia va derrotar França a la Batalla de Sedan podent culminar el procés d´unificació alemanya. El fons estava decorat amb àguiles i corones heràldiques Imperi Alemany, de mida petita. El 1888 es van introduir petites modificacions que únicament van afectar el disseny de l'estendard.

### Rússia

Estendard de l'emperador de Rússia (Versió usada entre 1858 i 1917).

Des dels temps de Catalina la Gran l'estendard imperial de Rússia va consistir en una bandera de color groc amb l' escut petit de l'emperador al centre. A l'escut dels monarques russos figurava des del segle xv, per influència romana d'Orient, l'àliga bicèfala perquè en produir-se la Caiguda de Constantinoble en 1453, els monarques del Principat de Moscou es van considerar hereus de l'Imperi Romà d'Orient. L'última versió de l'estendard del tsar de Rússia, sense canvis substancials, va ser aprovada el 1858. Des d'aquell any, quan el tsar embarcava en algun navili de l'Armada Russa, s'hi hissava un altre estendard, amb el mateix disseny però amb fons vermell, simbolitzant el color porpra.

### Segon Imperi francès

Estendard de Napoleó III.

Napoleó III, a diferència del seu oncle, que no havia utilitzat cap estendard personal, va emprar com a ensenya una bandera tricolor francesa amb l'escut imperial i adornada amb abelles.

### Imperi otomà

Estendard del Sultà Otomà.
(Finals del -1923)

L' Imperi otomà (1299-1923) va utilitzar nombroses ensenyes durant la seva dilatada existència. També els sultans van comptar amb nombroses banderes personals, que de vegades van variar en funció de les cerimònies d'estat. El 1917 el sultà utilitzava un estendard de color vermell, probablement simbolitzant el color porpra. A la seva part central figurava una estrella, semblant a les plaques de les ordres militars, que envoltava al Tughra que era un símbol compost per les firmes dels vuit sultans otomans més rellevants i va ser utilitzat com a segell pels seus successors.

## Àfrica

### Etiòpia

Estendard de l'emperador Haile Selassie d'Etiòpia.

Estendard de l'emperador
Haile Selassie d'Etiòpia (revers)

L'estendard usat per l'emperador Haile Selassie d'Etiòpia va estar basat en la bandera nacional d'aquell país que estava composta per tres franges horitzontals iguals: la superior és de color verd, la central groga i la inferior vermella. A la part central de l'anvers de l'estendard, ocupant la franja central i part de les exteriors, hi figurava el Lleó de Judà (que també apareixia a la bandera nacional), envoltat pel collaret de l'Ordre de Salomó. Al revers de l'estendard apareixia representat Sant Jordi matant el drac, també envoltat pel collaret de l'ordre. Les cantonades dels dos costats de la bandera estaven adornades amb la insígnia de l'Ordre de Salomó: l'estrella de David amb una creu al seu interior.

### Brasil

Bandera imperial de Brasil.
(Versió usada entre 1822 i 1870)

Quan en 1822 Brasil es va independitzar de Portugal, va adoptar una bandera basada en la qual es pensa que havia estat dissenyada com estendard personal del primer emperador, Pedro I, quan era encara príncep hereu del Regne Unit de Portugal, Brasil i Algarve. Aquesta bandera va consistir en un drap de color verd, símbol de la casa de Bragança, amb un rombe groc que identificava als Habsburg que era la família de Maria Leopoldina d'Àustria, esposa de Pedro.
A la part central de la bandera apareixia representat l'escut de Brasil, en aquest escut s'havia incorporat una corona reial tancada quan Pedro I va accedir al tron. Just després, es va crear una nova corona, la corona imperial del Brasil, tancada com en el cas de l'anterior per diademes però de més longitud. A l'escut figuraven un conjunt d'estrelles que simbolitzaven el nombre de províncies a l'Imperi del Brasil (dinou fins a 1870 i vint des de llavors).
La bandera imperial va començar a utilitzar-se com a ensenya nacional i no hi ha constància que cap dels dos emperadors que va tenir Brasil adoptés un estendard d'ús personal, tot i que alguns repertoris de banderes, com " Album des Pavillons " de la Marina Francesa ( publicat el 1858), es mostrés un estendard atribuït a l'emperador del Brasil que consistia en una bandera de color verd, sense el rombe groc, amb l'escut imperial de color groc fosc o daurat i decorada a les cantonades amb rams de fulles del mateix color que l'escut.

### Imperi aquemènida

Estendard de Ciro II el Gran.

### Iran

Estendard imperial d'Iran usat fins al 1979

### Mèxic

Estendard Imperial del Segon Imperi Mexicà

L' emperador Maximilià I va comptar amb un “Pavelló Imperial” que va consistir a la bandera nacional del Segon Imperi amb l'escut imperial brodat al seu centre i adornat a les quatre cantonades del drap amb la corona imperial sobre l'àliga i la serp mexicanes, de petit mida i color daurat. Aquesta ensenya també s'izava en presència del seu consort, Carlota de Saxònia-Coburg-Gotha. 

Estendard imperial del Japó.

## Àsia

### Vietnam

Estendard imperial de Vietnam usat fins a 1945.

Els emperadors de la dinastia Nguyễn, que van governar el Vietnam de 1802 fins a 1945, sota protecció francesa de 1880 fins al seu final, van utilitzar un estendard que, com dels emperadors xinesos, era triangular de color groc i carregat d'un drac, però de color verd aquest darrer. La diferència més destacable va ser l'addició d'una vora vermella, un marge dentat en forma de flames grogues. Sobre l'estendard anava una cinta vermella i groga.